# Lilli Hornigová
Lilli S. Hornigová (narozena jako Schwenková; 22. března 1921 Ústí nad Labem – 17. listopadu 2017 Providence, USA) byla česko-americká vědkyně, která spolupracovala na vývoji atomové bomby v rámci Projektu Manhattan.

## Život
Lilli Schwenk se narodila v Ústí nad Labem do české německojazyčné židovské rodiny. Oba její rodiče byli vysokoškolsky vzdělaní, otec Erwin Schwenk byl chemik a matka Rascha, která pocházela z tehdejšího Ruska, byla lékařkou. V roce 1929 se Lilli Hornigová s rodiči přestěhovala do Berlína. Kvůli svému původu a odporu proti nacismu musela rodina v roce 1933 emigrovat. Odcestovali do Spojených států a usadili se ve státě New Jersey.
V roce 1942 získala Hornigová bakalářský titul na Bryn Mawr College a nastoupila k postgraduálnímu studiu na Harvard (doktorát získala po válce). Právě zde se poznala s uznávaným chemikemDonaldem Hornigem, za něhož se po roce známosti provdala. Z jejich manželství se později narodily čtyři děti.

## Hornigovi a projekt Manhattan
Od roku 1944 se i se svým manželem podílela na vývoji jaderných zbraní v tajném výzkumném centru v Los Alamos v Novém Mexiku. Hornig navrhl a vyrobil jednotku k odpalu plutoniové bomby, Hornigová se zabývala návrhem vysoce explozivních tvarovaných náloží a též čoček, které obklopovaly radioaktivní jádro.
Po prvním testu a zjištění reálné síly zbraní protestovala proti svržení bomb na lidské cíle a upřednostňovala výstražný výbuch v neobydlené oblasti. Tento svůj názor stvrdila i podpisem petice, kterou vědci adresovali tehdejšímu americkému prezidentovi Harrymu S. Trumanovi.

## Další působení
Po druhé světové válce byla aktivní v mírovém a feministickém hnutí. Působila v několika výborech pro rovné příležitosti, např. v Národní vědecké nadaci. Byla také předsedkyní výzkumu Výboru pro rovnost žen na Harvardu a konzultovala a účastnila se mnoha studií zabývajících se vědeckým vzděláváním a kariérou žen.
Stala se profesorkou na Brownově univerzitě v americkém městě Providence a vedla katedru chemie na Trinity College ve státě Connecticut. Prezident Johnson ji jmenoval členkou mise, která měla za úkol položit v Korejské republice základ Korejského institutu pro vědu a technologii (Korea Institute for Science and Technology). Její manžel byl vědeckým poradcem prezidenta J. F. Kennedyho a následně i prezidenta Johnsona.

## Zajímavosti
- Už během studií se zapojila do vojenského projektu, při němž se sama přiotrávila toxickým plynem.[4]
- Ve filmu Oppenheimer, který v roce 2023 natočil Christopher Nolan, ztvárnila Lilli Hornig herečka Olivia Thirlby.[5]